# جون د. غلاسمان
جون د. غلاسمان (بالإنجليزية: Jon D. Glassman)‏ هو دبلوماسي أمريكي، ولد في 8 يناير 1944 في نيويورك في الولايات المتحدة.